# Guido Imbens
Guido Imbens (n. 3 septembrie 1963, Geldrop⁠(d), Brabantul de Nord, Țările de Jos) este un economist american de origine neerlandeză, profesor la Universitatea Stanford. În 2021 i-a fost decernat Premiul Nobel pentru Științe Economice, alături de Joshua Angrist, „pentru contribuțiile lor metodologice la analiza relațiilor cauzale” (jumătate din valoarea premiului) și David Card, „pentru contribuțiile sale empirice la economia muncii” (cealaltă jumătate).

## Lucrări selective
- Guido W. Imbens, Lisa M. Lynch, Re-employment probabilities over the business cycle. Cambridge, MA: National Bureau of Economic Research, 1993.
- Guido W. Imbens, Richard H. Spady and Philip Johnson, Information Theoretic Approaches to Inference in Moment Condition Models. Cambridge, Mass.: National Bureau of Economic Research, 1995.
- Guido W. Imbens, Gary Chamberlain, Nonparametric applications of Bayesian inference. Cambridge, MA: National Bureau of Economic Research, 1996.
- Guido W. Imbens, Donald B. Rubin and Bruce Sacerdote, Estimating the effect of unearned income on labor supply, earnings, savings, and consumption : evidence from a survey of lottery players. Cambridge, MA: National Bureau of Economic Research, 1999.
- Guido W. Imbens, V. Joseph Hotz and Jacob Alex Klerman, The long-term gains from GAIN : a re-analysis of the impacts of the California GAIN Program. Cambridge, MA: National Bureau of Economic Research, 2000.
- Guido W. Imbens, Thomas Lemieux, Regression discontinuity designs: a guide to practice. Cambridge, Mass. : National Bureau of Economic Research, 2007.
- Guido W. Imbens, Jeffrey M. Wooldridge, Recent Developments in the Econometrics of Program Evaluation. Cambridge, Mass. : National Bureau of Economic Research, 2008.
- Guido W. Imbens, Karthik Kalyanaraman, Optimal bandwidth choice for the regression discontinuity estimator. Cambridge, Mass.: National Bureau of Economic Research, 2009.
- Guido W. Imbens, Alberto Abadie, A martingale representation for matching estimators. Cambridge, Mass.: National Bureau of Economic Research, 2009.
- Imbens, Guido W.; Rubin, Donald B. (6 aprilie 2015). Causal Inference for Statistics, Social, and Biomedical Sciences: An Introduction. Cambridge University Press. ISBN 9780521885881.